# Douzième circonscription de la Gironde
La douzième circonscription de la Gironde est l'une des douze circonscriptions législatives françaises que compte le département de la Gironde.

## Description géographique et démographique
La douzième circonscription de la Gironde est créée par l'ordonnance no 2009-935 du 29 juillet 2009, ratifiée par le Parlement français le 21 janvier 2010. Elle regroupe les divisions administratives suivantes :
- Canton d'Auros,
- Canton de Cadillac,
- Canton de Créon,
- Canton de Monségur,
- Canton de Pellegrue,
- Canton de La Réole,
- Canton de Saint-Macaire,
- Canton de Sauveterre-de-Guyenne,
- Canton de Targon.

La première élection du député de cette circonscription aura lieu lors des élections législatives de 2012.
Depuis le redécoupage des cantons de 2014, les circonscriptions législatives ne sont plus composées de cantons entiers mais continuent à être définies selon les limites cantonales en vigueur en 2010 (date du dernier redécoupage des circonscriptions). La douzième circonscription de la Gironde est ainsi composée des cantons actuels suivants :
- Canton de Créon (sauf la commune de Tresses incluse dans la quatrième circonscription)
- Canton de l'Entre-Deux-Mers
- Canton du Réolais et des Bastides (sauf les 13 communes incluses dans la dixième circonscription)

D'après le recensement de la population de 2019, réalisé par l'Institut national de la statistique et des études économiques (INSEE), la population totale de cette circonscription est estimée à 117 298 habitants,.

### Historique des députations
| Législature | Début de mandat | Fin de mandat | Député           | Parti politique | Observations                                                                           |
| ----------- | --------------- | ------------- | ---------------- | --------------- | -------------------------------------------------------------------------------------- |
| XIVe        | 20 juin 2012    | 20 juin 2017  | Martine Faure    | PS              |                                                                                        |
| XVe         | 21 juin 2017    | 21 juin 2022  | Christelle Dubos | LREM            | Nommée au gouvernement, Pascal Lavergne lui succède en novembre 2018.                  |
| XVIe        | 22 juin 2022    | 9 juin 2024   | Pascal Lavergne  | LREM            | Mandat écourté à la suite d'une dissolution parlementaire décidée par Emmanuel Macron. |
| XVIIe       | 8 juillet 2024  | En cours      | Mathilde Feld    | LFI             |                                                                                        |

### Élections de 2012
| Candidat       | Candidat                      | Parti          | Premier tour | Premier tour | Second tour | Second tour |  |
| Candidat       | Candidat                      | Parti          | Voix         | %            | Voix        | %           |  |
| -------------- | ----------------------------- | -------------- | ------------ | ------------ | ----------- | ----------- |  |
|                | Martine Faure sortante réélue | PS             | 21 145       | 43,73        | 27 674      | 60,53       |  |
|                | Yves d'Amecourt               | UMP            | 13 572       | 28,07        | 18 048      | 39,47       |  |
|                | Gonzague Malherbe             | RBM (FN)       | 5 700        | 11,79        |             |             |  |
|                | Michel Hilaire                | FG (PCF) (PG)  | 3 811        | 7,88         |             |             |  |
|                | Dominique Jobard              | EÉLV           | 1 495        | 3,09         |             |             |  |
|                | Frédéric Lataste              | NC             | 1 267        | 2,62         |             |             |  |
|                | Marie-Pierre Fougeret         | AÉI            | 382          | 0,79         |             |             |  |
|                | Marie-Ange Lorblancher        | PCD            | 330          | 0,68         |             |             |  |
|                | Laurent Delage                | NPA            | 277          | 0,57         |             |             |  |
|                | Françoise Dautun              | DLR            | 228          | 0,47         |             |             |  |
|                | Zina Ahmimou                  | LO             | 151          | 0,31         |             |             |  |
|                |                               |                |              |              |             |             |  |
| Inscrits       | Inscrits                      | Inscrits       | 78 599       | 100,00       | 78 612      | 100,00      |  |
| Abstentions    | Abstentions                   | Abstentions    | 29 477       | 37,5         | 31 367      | 39,9        |  |
| Votants        | Votants                       | Votants        | 49 122       | 62,5         | 47 245      | 60,1        |  |
| Blancs et nuls | Blancs et nuls                | Blancs et nuls | 764          | 1,56         | 1 523       | 3,22        |  |
| Exprimés       | Exprimés                      | Exprimés       | 48 358       | 98,44        | 45 722      | 96,78       |  |

### Elections de 2017
Les élections législatives se sont déroulées les dimanches 11 et 18 juin 2017.
|                                                                            |                                                                         |                           |                           |                          |                          |
|                                                                            |                                                                         | Premier tour 11 juin 2017 | Premier tour 11 juin 2017 | Second tour 18 juin 2017 | Second tour 18 juin 2017 |
|                                                                            |                                                                         |                           |                           |                          |                          |
|                                                                            |                                                                         | Nombre                    | % des inscrits            | Nombre                   | % des inscrits           |
| Inscrits                                                                   | Inscrits                                                                | 83 360                    | 100,00                    | 83 342                   | 100,00                   |
| Abstentions                                                                | Abstentions                                                             | 38 430                    | 46,10                     | 44 778                   | 53,73                    |
| Votants                                                                    | Votants                                                                 | 44 930                    | 53,90                     | 38 564                   | 46,27                    |
|                                                                            |                                                                         |                           | % des votants             |                          | % des votants            |
| Bulletins blancs                                                           | Bulletins blancs                                                        | 716                       | 1,59                      | 2 523                    | 6,54                     |
| Bulletins nuls                                                             | Bulletins nuls                                                          | 344                       | 0,77                      | 1 353                    | 3,51                     |
| Suffrages exprimés                                                         | Suffrages exprimés                                                      | 43 870                    | 97,64                     | 34 688                   | 89,95                    |
|                                                                            |                                                                         |                           |                           |                          |                          |
| Candidat Étiquette politique (partis et alliances)                         | Candidat Étiquette politique (partis et alliances)                      | Voix                      | % des exprimés            | Voix                     | % des exprimés           |
|                                                                            |                                                                         |                           |                           |                          |                          |
|                                                                            | Christelle Dubos La République en marche                                | 16 426                    | 37,44                     | 19 670                   | 56,71                    |
|                                                                            | Christophe Miqueu La France insoumise                                   | 7 191                     | 16,39                     | 15 018                   | 43,29                    |
|                                                                            | Yves d'Amécourt Les Républicains (Union des démocrates et indépendants) | 6 449                     | 14,70                     |                          |                          |
|                                                                            | Patrick Duval-Campana Front national                                    | 5 868                     | 13,38                     |                          |                          |
|                                                                            | Anne-Laure Fabre-Nadler Europe Écologie Les Verts (Parti socialiste)    | 3 016                     | 6,87                      |                          |                          |
|                                                                            | Catherine Veyssy Parti socialiste (Parti socialiste diss.)              | 2 983                     | 6,80                      |                          |                          |
|                                                                            | Alexis Febbrari Debout la France                                        | 682                       | 1,55                      |                          |                          |
|                                                                            | Richard Lavin Lutte ouvrière                                            | 357                       | 0,81                      |                          |                          |
|                                                                            | Jean-Claude Morin Divers droite (La France qui ose)                     | 313                       | 0,71                      |                          |                          |
|                                                                            | Benoît Lamothe Divers (Union populaire républicaine)                    | 312                       | 0,71                      |                          |                          |
|                                                                            | Catherine Largeteau Divers gauche (Nouvelle Donne)                      | 273                       | 0,62                      |                          |                          |
| Source : Ministère de l'Intérieur - Douzième circonscription de la Gironde |                                                                         |                           |                           |                          |                          |

### Élections de 2022
| Résultats des élections législatives des 12 et 19 juin 2022 de la 12e circonscription de Gironde |                          |                                           |                          |              |              |             |             |
| Candidat                                                                                         | Candidat                 | Parti et coalition                        | Nuance                   | Premier tour | Premier tour | Second tour | Second tour |
| Candidat                                                                                         | Candidat                 | Parti et coalition                        | Nuance                   | Voix         | %            | Voix        | %           |
|                                                                                                  | Mathilde Feld,           | LFI (NUPES)                               | NUP                      | 12 455       | 26,94        | 20 181      | 49,77       |
|                                                                                                  | Pascal Lavergne          | LREM (ENS)                                | ENS                      | 11 366       | 24,58        | 20 364      | 50,23       |
|                                                                                                  | Hager Jacquemin          | RN                                        | RN                       | 9 375        | 20,28        |             |             |
|                                                                                                  | Bruno Marty,             | SE (Fédération de la gauche républicaine) | DVG                      | 4 494        | 9,72         |             |             |
|                                                                                                  | Yves d'Amécourt          | LMR                                       | DVD                      | 2 831        | 6,12         |             |             |
|                                                                                                  | Bastien Mercier,         | LR (UDC)                                  | LR                       | 2 101        | 4,54         |             |             |
|                                                                                                  | François-Xavier Marques  | REC                                       | REC                      | 1 908        | 4,13         |             |             |
|                                                                                                  | Véronique Silverio,      | PA                                        | ECO                      | 736          | 1,59         |             |             |
|                                                                                                  | Yunyue Jacquelin         | DLF (UPF)                                 | DSV                      | 558          | 1,21         |             |             |
|                                                                                                  | Richard Lavin            | LO                                        | DXG                      | 414          | 0,90         |             |             |
| Votes valides                                                                                    | Votes valides            | Votes valides                             | Votes valides            | 46 238       | 98,00        | 40 546      | 89,87       |
| Votes blancs                                                                                     | Votes blancs             | Votes blancs                              | Votes blancs             | 660          | 1,40         | 3 064       | 6,79        |
| Votes nuls                                                                                       | Votes nuls               | Votes nuls                                | Votes nuls               | 283          | 0,60         | 1 504       | 3,33        |
| Total                                                                                            | Total                    | Total                                     | Total                    | 47 181       | 100          | 45 114      | 100         |
| Abstention                                                                                       | Abstention               | Abstention                                | Abstention               | 40 934       | 46,46        | 43 020      | 48,81       |
| Inscrits / participation                                                                         | Inscrits / participation | Inscrits / participation                  | Inscrits / participation | 88 115       | 53,54        | 88 134      | 51,19       |

### Élections de 2024
| Candidat                 | Candidat                 | Parti et coalition       | Nuance                   | Premier tour | Premier tour | Second tour | Second tour |
| Candidat                 | Candidat                 | Parti et coalition       | Nuance                   | Voix         | %            | Voix        | %           |
| ------------------------ | ------------------------ | ------------------------ | ------------------------ | ------------ | ------------ | ----------- | ----------- |
|                          | Rémy Berthonneau         | RN                       | RN                       | 24 016       | 38,41        | 28 034      | 49,58       |
|                          | Mathilde Feld            | LFI (NFP)                | UG                       | 18 042       | 28,85        | 28 514      | 50,42       |
|                          | Pascal Lavergne          | RE- TdP (ENS)            | ENS                      | 17 270       | 27,62        | Retrait     | Retrait     |
|                          | Gabriel Landette         | SE                       | DVD                      | 2 180        | 3,49         |             |             |
|                          | Richard Lavin            | LO                       | EXG                      | 1 021        | 1,63         |             |             |
|                          |                          |                          |                          |              |              |             |             |
| Votes valides            | Votes valides            | Votes valides            | Votes valides            | 62 529       | 96,91        | 56 548      | 88,46       |
| Votes blancs             | Votes blancs             | Votes blancs             | Votes blancs             | 1 413        | 2,19         | 5 636       | 8,82        |
| Votes nuls               | Votes nuls               | Votes nuls               | Votes nuls               | 580          | 0,90         | 1 743       | 2,73        |
| Total                    | Total                    | Total                    | Total                    | 64 522       | 100          | 63 927      | 100         |
| Abstention               | Abstention               | Abstention               | Abstention               | 24 589       | 27,59        | 25 209      | 28,28       |
| Inscrits / participation | Inscrits / participation | Inscrits / participation | Inscrits / participation | 89 111       | 72,41        | 89 136      | 71,72       |